# Lomtjärnen (Burträsks socken, Västerbotten, 718008-169281)
Lomtjärnen är en sjö i Skellefteå kommun i Västerbotten och ingår i Rickleåns huvudavrinningsområde.